# Blocco di branca
Il blocco di branca è un'anomalia di conduzione dell'impulso elettrico del cuore, caratterizzata dall'impossibilità da parte delle due branche del fascio di His di trasmettere simultaneamente ai due ventricoli l'impulso originatosi negli atri o nella giunzione atrio-ventricolare.
In condizioni normali, la branca destra e la branca sinistra del fascio di His conducono l'impulso contemporaneamente alle loro suddivisioni fino alla rete di fibre del Purkinje, distribuendolo ai due ventricoli. Quando in una delle due branche la trasmissione dell'impulso è ritardata o impedita, l'impulso attiva prima la contrazione in un solo ventricolo; poi, attraverso il setto interventricolare, l'impulso si propaga all'altro. In questo modo si realizza uno sfasamento nella depolarizzazione dei due ventricoli, che è visibile all'elettrocardiogramma come ritardo di attivazione di un ventricolo rispetto all'altro e, di conseguenza, come allungamento dell'intervallo QRS.

## Classificazione
Il blocco di branca viene di solito distinto in completo e incompleto. Teoricamente, un blocco completo comporta una totale interruzione della conduzione, mentre il blocco incompleto comporta solo un ritardo nella trasmissione dell'impulso. Per convenzione, si definisce completo un blocco di branca in cui la durata del QRS è uguale o superiore a 0,12 secondi, incompleto quando la durata è oltre 0,10 ed entro 0,12 secondi.
Se il blocco di branca è permanente (la grande maggioranza delle volte), si parla di blocco di branca cronico, se compare solo quando la frequenza cardiaca supera un certo valore-soglia, si parla di blocco intermittente.
A seconda della branca coinvolta, il blocco si distingue poi in blocco di branca destra e blocco di branca sinistra.

### Blocco di branca destra
Il blocco di branca destra può comparire in svariate condizioni, non necessariamente patologiche:
- ritardo di conduzione attraverso il tronco principale del fascio destro
- allungamento della branca destra per un ingrandimento della superficie destra del setto
- stiramento e dilatazione del ventricolo destro
- interruzione delle principali ramificazioni della branca destra per malattie congenite (difetti del setto), degenerative, ischemiche o per esiti di ventricolotomia
- anomalie congenite di distribuzione delle fibre distali.

Normalmente il vettore QRS è orientato verso la parte in cui si verifica il ritardo della depolarizzazione, pertanto nel blocco di destra è orientato anteriormente e verso destra.

### Blocco di branca sinistra
Nel blocco di branca sinistra si ha un sovvertimento più marcato dell'onda di depolarizzazione ventricolare. Mentre in condizioni normali la depolarizzazione inizia dalla parte sinistra del setto e genera un vettore diretto in avanti e a destra, nel blocco l'attivazione inizia dalla faccia destra del setto e il vettore è orientato in avanti e a sinistra.
I blocchi di branca sinistra possono derivare da:
- malattia ipertensiva di lunga data
- malattie ischemiche (infarto del miocardio)
- valvulopatie
- miocardiopatie